# Кречмар, Арсений Васильевич
Арсений Васильевич Кречмар (30 августа 1934, Ленинград — 12 декабря 2023, п. Ольшаники, Ленинградская область) — советский и российский зоолог, орнитолог, эколог, фотограф-анималист. Кандидат биологических наук. Один из пионеров в области развития полевых инструментальных методов в аутэкологических исследованиях. Специалист по животному миру севера Евразии.  Заслуженный эколог Российской Федерации. Лауреат премии мэрии г.Магадана 2014 года "Человек года".

## Биография
А.В. Кречмар родился в 1934 г. в Ленинграде. Отец, Василий Августович Кречмар – профессор математики, мать – Ольга Яковлевна Кречмар – преподаватель иностранных языков и переводчик технической литературы.
В августе 1941 г. вместе с матерью и бабушкой, был эвакуирован в Казань. Семья вернулась из эвакуации в Ленинград в начале мая 1945 г.
В 1952 г. поступил на биолого-почвенный факультет Ленинградского Университета, на кафедру зоологии позвоночных. Во время учёбы в университете участвовал в экспедициях в Северной Карелии и Восточной Сибири. Научным руководителем его дипломной работы "Некоторые данные по орнитологии центральной Якутии" был А.С.Мальчевский.
После окончания ЛГУ в 1957 г. принял приглашение работать в Научно-исследовательский институт сельского хозяйства Крайнего Севера (Норильск). В качестве сотрудника отдела промыслового хозяйства этого института участвовал в многочисленных экспедициях по многим регионам Западного Таймыра.
В 1963 г. А.В.Кречмар поступил в аспирантуру Зоологического института АН в Ленинграде, где к весне 1965 г., под руководством профессора Л.А.Портенко, им была подготовлена диссертация по теме «Наземная фауна позвоночных Западного Таймыра, её экологическая и зоогеографическая характеристика». Материалы диссертации легли в основу фундаментальных работ, до сих пор имеющих общепризнанный приоритет и признание. Так большая работа «Птицы Западного Таймыра», опубликованная в трудах ЗИНа в 1966 г., является одной из ключевых работ по орнитофаунистике и экологии птиц в данном регионе, а публикация в Зоологическом журнале, описывающая численность и поведение диких северных оленей принадлежащих уникальной (на тот момент самой многочисленной в мире) таймырской популяции, была первым научным описанием этого северного феномена.
В 1965 г. А.В.Кречмар поступил на работу в лабораторию зоологии института биологии Якутского филиала Сибирского отделения АН, где проработал до 1968 г. В этот период он основное время занимался полевыми исследованиями в окрестностях полевой базы на левом берегу Колымы (Жирково, в 130 км ниже Среднеколымска). В этот период ему довелось также поработать на Новосибирских островах и в Олекменском районе (устье р. Чоурода).
В 1968 г. А.В.Кречмар переехал в Магадан, где совместно с В.Л.Контримавичюсом, О.В.Егоровым и А.А.Меженным участвовал в организации, на базе вновь созданного Отдела Биологии при СВКНИИ СО АН СССР, Института биологических проблем Севера (сейчас - ИБПС ДВО РАН). В 1975 г.  возглавил там лабораторию орнитологии, которой заведовал около 10 лет. В ИБПС проработал до 2015 г., ведя активную работу в области изучения фауны наземных позвоночных (в основном – птиц). Основным направлением полевой работы являлось изучение биологии и населения птиц в окрестностях многолетних полевых баз - в районе среднего течения р.Анадырь с 1975 по 1990 гг., и в районе среднего течения р.Чукча, правого притока р.Кава в 1991 -2014 гг Результаты исследований были опубликованы в ряде монографий и в периодических научных изданиях.
Обширный вклад А.В.Кречмар внес в составление и иллюстрирование Красных книг - "Красной Книги СССР", РСФСР, региональных Красных книг. Также он принимал участие в научном обосновании ООПТ на Чукотке и на юге Магаданской области (в том числе заповедников «Остров Врангеля» и «Магаданский», заказника федерального значения «Лебединый», заказника «Кавинская долина»).
После выхода на пенсию в 2015 г. А.В.Кречмар проживал в небольшом поселке на Карельском перешейке в Ленинградской области, где до последнего момента жизни проводил наблюдения за птицами, активно их фотографируя. Ушел из жизни 12 декабря 2023 г. Похоронен на Северном кладбище Санкт-Петербурга.

## Фотографирование дикой природы
Фотографировать животных в дикой природе А.В.Кречмар начал в период обучения в аспирантуре, в 1962 г. Требовательное отношение к качеству изображения подвинуло его к самостоятельному конструированию и изготовлению фотоаппаратов с форматами кадра 6 Х 9 и 6 Х 12 см. Поскольку профессиональная работа полевым зоологом подразумевала необходимость фотофиксации зоологических и экологических наблюдений в естественных условиях, а объекты зоологических исследований, зачастую, ведут исключительно скрытный образ жизни, то А.В.Кречмар значительную часть своей деятельности, как фотограф-анималист, посвятил разработке и созданию автоматизированных фотоаппаратов, которые выполняли разнообразные задачи фотофиксации: от фотографирования хищных животных на привадах и тропах до мониторинга поведения птиц на гнездах, сопровождающегося фиксацией температурного режима инкубации и окружающей среды.

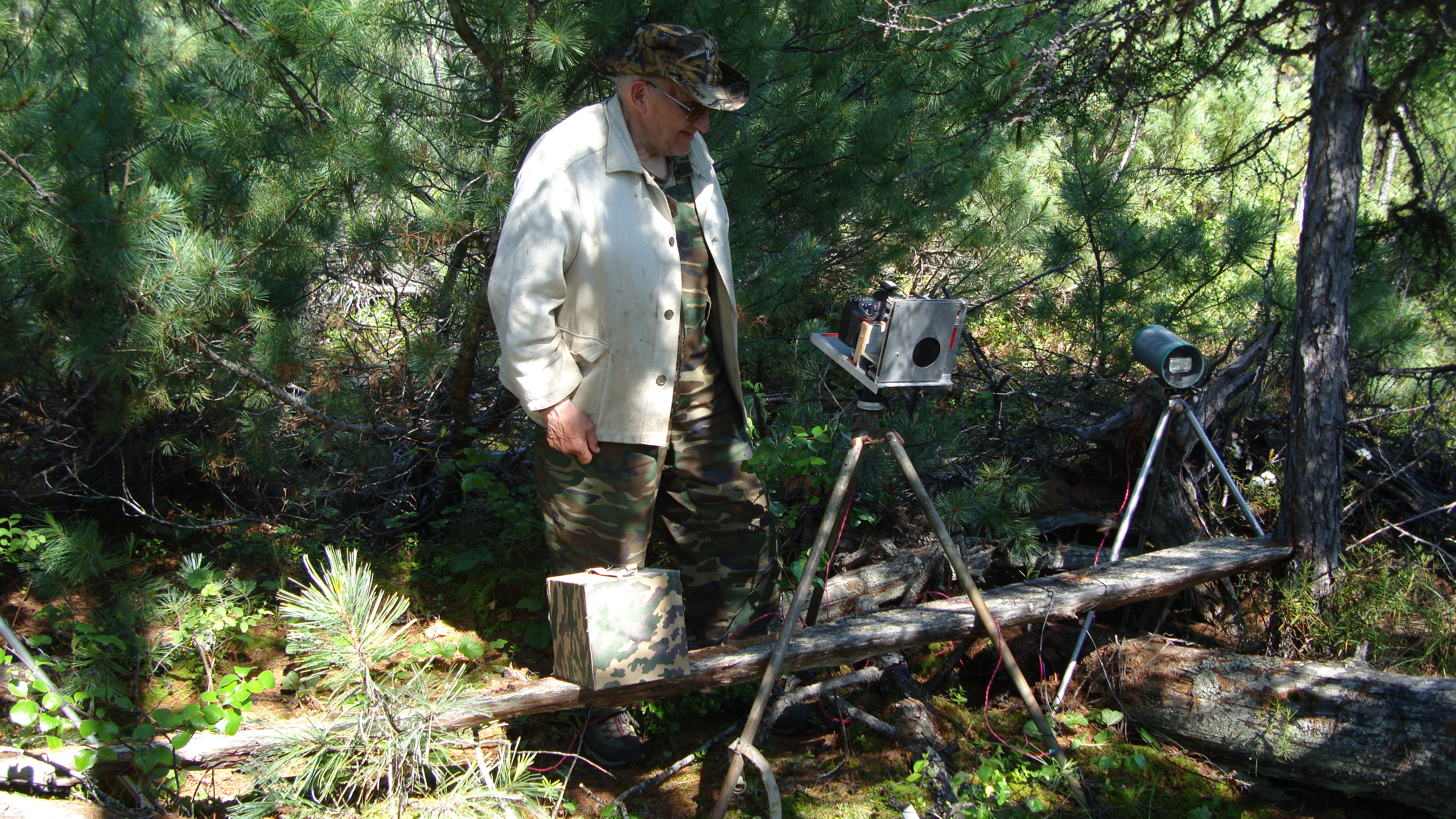
А.В.Кречмар устанавливает фотоавтомат для фотографирования "фотопортрета" бурого медведя на берегу р.Чукча, Магаданская область, 2011 г.

В течение последующих более чем 50 лет, фотоавтоматы, создаваемые А.В.Кречмаром претерпели существенный эволюционный путь: от съемок на фотопластинки, заряженные в специально сконструированные кассеты, до сложных скоростных фотоавтоматов, выполняющих съемку на 2 камеры и встроенные фабричные цифровые фотоаппараты.
Основным направлением развития авторской фототехники являлось достижение максимально высокого уровня четкости и детализации изображения – как самих фотографируемых объектов, так и естественного фона – среды их обитания. Достижению этой цели особенно мешало то, что съемки часто осуществлялись в сложных динамичных условиях, прежде всего, в виду высокой подвижности объектов съемки.
Для реализации этих задач все время совершенствовалось и сопутствующее оборудование – разрабатывались мощные скоростные фотовспышки, позволявшие использовать исключительно короткую выдержку в сочетании с большой глубиной резкости. Совершенствовалась эффективность энергообеспечения – фотоавтоматы, запитанные от одного аккумуляторного источника питания могли «настораживаться» на несколько сезонов, позволяя делать редкие снимки животных в местах, недоступных для человека на протяжении значительного времени года и в погодных и климатических условиях, чрезвычайно агрессивных для сложной фототехники.
Направление автоматической фотосъемки животного мира А.В.Кречмар успешно совмещал с традиционными методами фотоохоты из скрадка или «с подхода», чему особенно способствовало его детальное знание поведения и особенностей жизненного уклада целого ряда зверей и птиц. За годы фотоохоты в полностью «диких» природных условиях А.В.Кречмару удалось получить детальные, подробные фотографии более 20 видов млекопитающих и 110 видов птиц. 
Фотографии А.В.Кречмара неоднократно публиковались, как иллюстрации, в многочисленных отечественных и зарубежных изданиях. Ограниченное участие его, как фотографа-анималиста, на фотовыставках и конкурсах фотографии в значительной степени было вызвано тем, что сам автор свою работу фотографа позиционировал больше как приложение к научно-натуралистической деятельности, не всегда отвечающей требованиям текущей массовой фотоконьюктуры.

## Семья
- Отец — Василий Августович Кречмар, математик.
- Мать — Ольга Яковлевна Кречмар (Солдатова), преподаватель иностранных языков и переводчик технической литературы.
- Жена — Галина Федоровна Кречмар (Дрягина)
  - Сын — Михаил Арсеньевич Кречмар, зоолог, охотовед, писатель, режиссёр-документалист и журналист.
  - Сын  — Евгений Арсеньевич Кречмар

А.В.Кречмар по линии матери (урождённой Солдатовой) был внуком Якова Саввича Солдатова

## Основные публикации
- Кречмар А.В. Птицы западного Таймыра. Труды ЗИН АН СССР. 1966. Т. 39. С. 185−311.
- Кречмар А.В., Андреев А.В., Кондратьев А. Я. Экология и распространение птиц на Северо-Востоке СССР. М.: Наука, 1978. – 195 с.
- Кречмар А. В. Автоматическая фотосъемка в экологических исследованиях. М.: Наука, 1978. – 110 с.
- Кречмар А.В., Андреев А.В., Кондратьев А. Я. Птицы северных равнин. Л.: Наука, 1991. – 288 с.
- Позвоночные животные Северо-Востока России / Д. И. Берман, Ю. А. Бухтияров, Н. Е. Докучаев, А.В. Кречмар и др. Владивосток: Дальнаука, 1996. – 308 с.
- Кречмар А.В., Андреев А.В., Докучаев Н. Е., Чернявский Ф. Б. Наземные позвоночные Северо-Востока России: каталог-справочник. Магадан: ИБПС ДВО РАН; СВНЦ ДВО РАН, 2005. – 315 с. (2-е изд. - 2006 г.)
- Кречмар А.В., Кондратьев А.В. Пластинчатоклювые птицы Северо-Востока Азии. Магадан: СВНЦ ДВО РАН, 2006. – 459 с.
- Кречмар А.В. Экология и мониторинг птиц приохотской равнинной лесотундры на примере ландшафтов бассейна реки Кава. Владивосток. Издательство "Дальнаука", 2014. – 288 с.

## Фотоальбомы, иллюстрированные научно-популярные издания
- Кречмар А.В., Забродин В. А. Животный мир Севера России: фотоальбом. Россельхозиздат, 1987. – 110 с.
- Кречмар А. В. The Birds of North Siberia. Tokyo: Bun-ichi Sogo Shuppan, 1996. – 128 с. На англ. и яп. яз.
- Кречмар А. В. Звери и птицы Северо-Востока Азии: фотоальбом. Магадан: Дикий Север, 2006. - 247 с.
- Кречмар А.В. Медведь и его ближайшие соседи. 2009. Издательство «Пента», Москва, – 200 c.